# Davide Valsecchi
Davide Valsecchi (ur. 24 stycznia 1987 w Eupilio) – włoski kierowca wyścigowy. W sezonie 2011 reprezentował zespół Team AirAsia w serii GP2 oraz był testerem w Formule 1 w Team Lotus.

## Kariera

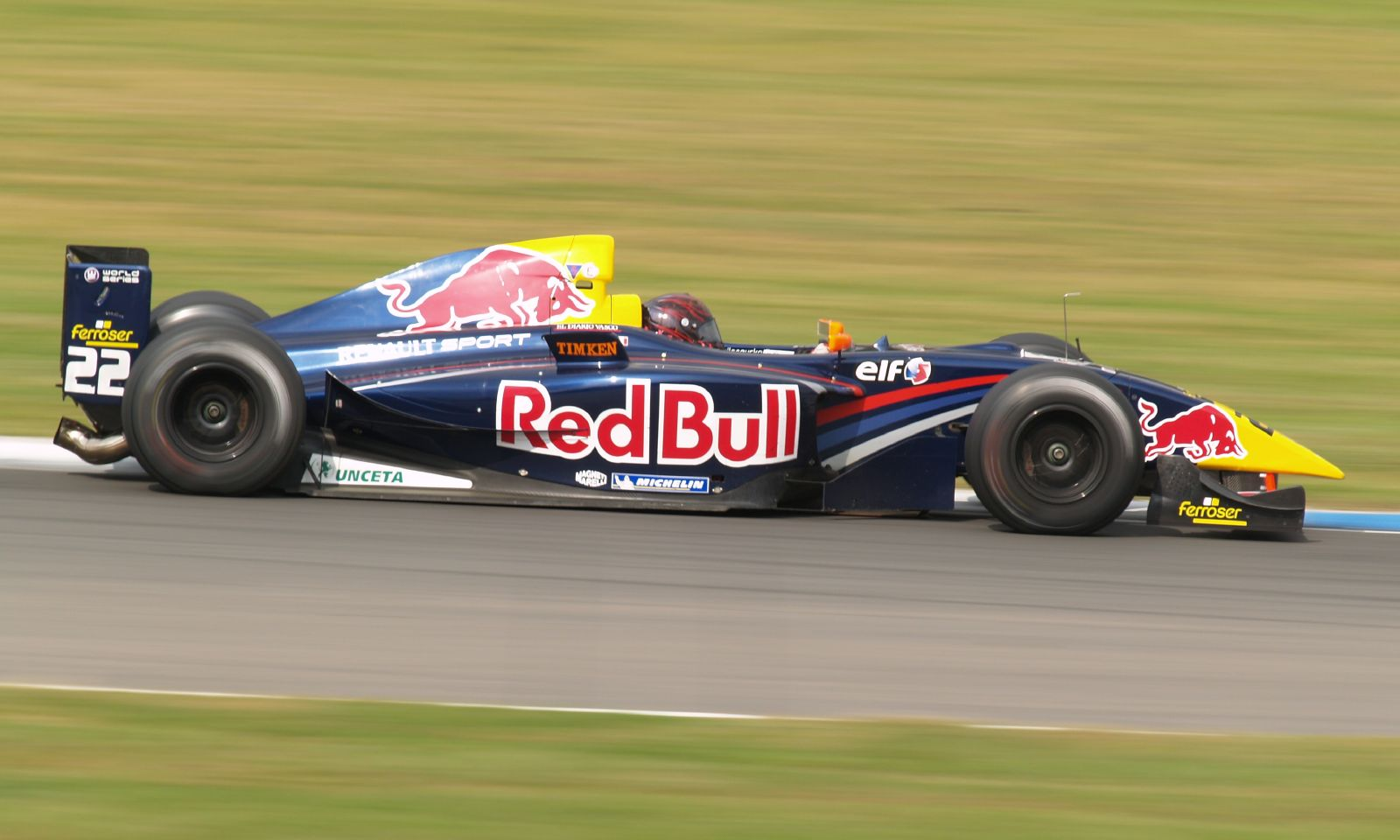
Davide Valsecchi podczas wyścigu Formuły Renault 3.5, na torze Donington Park, w 2007 roku

### Formuła Renault i Formuła 3
Włoch pierwsze kroki w wyścigach samochodowych stawiał w Formule Renault (europejska i włoska seria) oraz we Włoskiej Formule 3, w roku 2003. Udział w nich kontynuował do sezonu 2005, jednakże w ciągu trzech lat startów nie osiągnął większych sukcesów (w ostatnim podejściu został sklasyfikowany na 7. pozycji zarówno we włoskiej Formule Renault, jak również F3).
W roku 2005 zadebiutował w Międzynarodowej Formule Master oraz w Niemieckiej Formule 3 (były to pojedyncze starty). W pierwszej z nich dorobek punktowy pozwolił mu na zajęcie 14. miejsca w końcowej klasyfikacji, natomiast w niemieckiej F3 nie zdobył punktów.

### World Series by Renault
W latach 2006–2007 ścigał się w Formule Renault 3.5 (w barwach hiszpańskiego Epsilon Euskadi), zajmując odpowiednio 10. i 16. pozycję w końcowej klasyfikacji (największym sukcesem Davide było zwycięstwo podczas drugiego wyścigu na torze Nürburgring). Poza tym wziął udział w trzech długodystansowych wyścigach cyklu Le Mans Series (uzyskane punkty sklasyfikowały go na 15. miejscu).

### Seria GP2

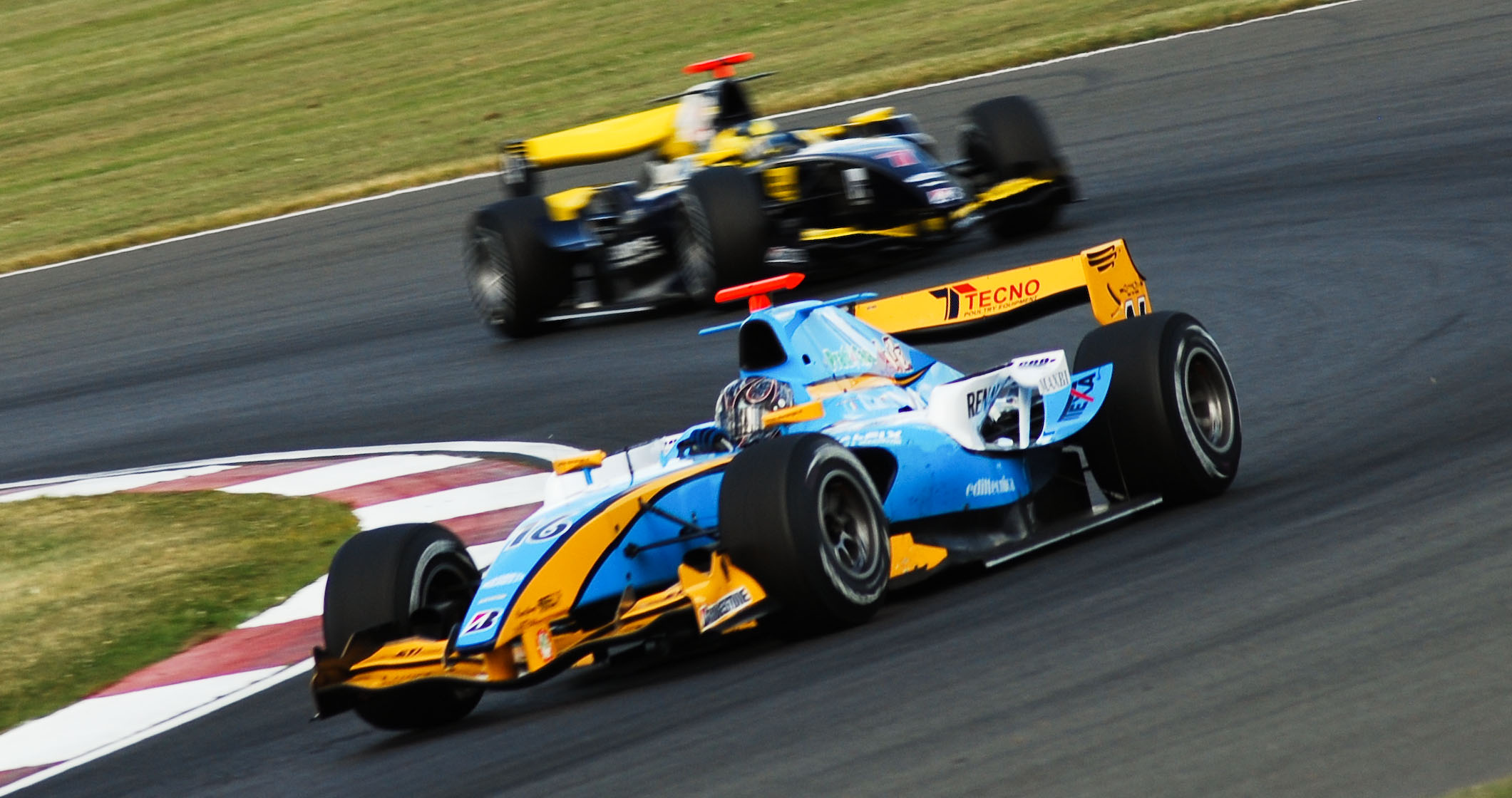
Davide Valsecchi podczas wyścigu GP2, na torze Silverstone, w 2008 roku

Za sprawą włoskiej stajni Durango, Valsecchi zadebiutował w bezpośrednim przedsionku Formuły 1 – serii GP2 – zarówno w azjatyckiej, jak i w europejskiej edycji. W zimowym cyklu sześciokrotnie dojechał na punktowanej pozycji, w efekcie zajmując 8. miejsce w generalnej klasyfikacji. W głównym z kolei po pierwsze punkty sięgnął w drugim wyścigu pierwszej rundy, na torze w Hiszpanii (zajął wówczas piątą lokatę). Podczas pierwszego wyścigu drugiej rundy, na tureckim torze w Stambule, Davide uległ poważnemu wypadkowi, który wykluczył go z dwóch wyścigowych weekendów (zastąpili go odpowiednio jego rodak Marcello Puglisi oraz Brytyjczyk Ben Hanley). Do bolidu powrócił na piątą eliminację sezonu, która odbyła się na niemieckim obiekcie Hockenheimring. I tu na punktowanej pozycji dojechał w drugim wyścigu, tym razem zajmując szóste miejsce. W ostatnich trzech wyścigach cyklu Valsecchi powrócił do zdobywania punktów, kończąc zmagania zwycięstwem na włoski torze Monza. Zdobyte punkty pozwoliły Włochowi na zajęcie 15. lokaty w końcowej klasyfikacji.

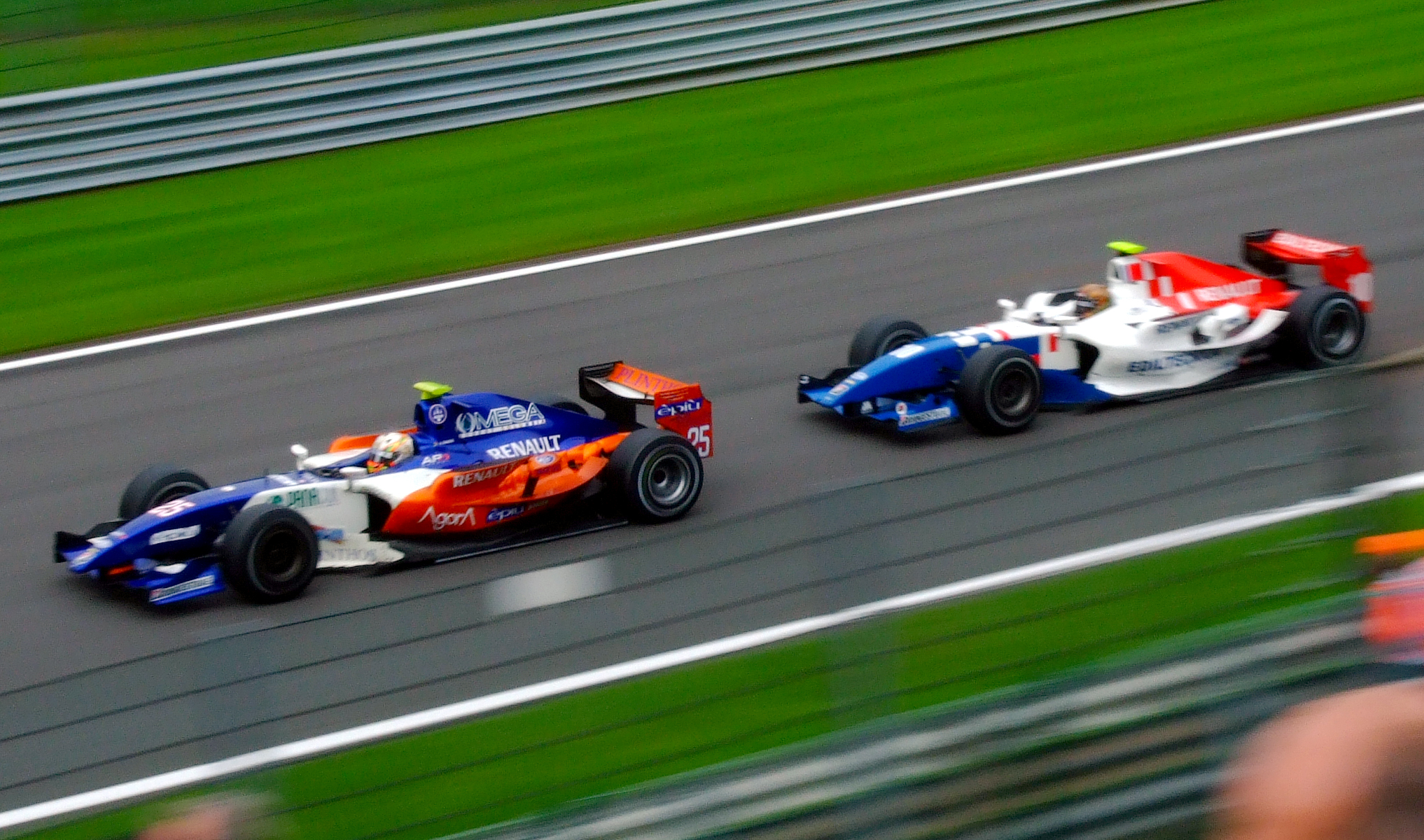
Davide Valsecchi (z prawej) podczas wyścigu GP2, na torze Spa-Francorchamps, w 2010 roku

W drugim roku współpracy z narodowym zespołem w Azjatyckiej GP2, Davide zaprezentował się jeszcze lepiej. Stanął wówczas czterokrotnie na podium, z czego raz na najwyższym stopniu (drugi wyścig na torze w Szanghaju). Dzięki temu w ogólnej punktacji zajął bardzo wysokie 4. miejsce. Przeciętnie spisał się za to w głównym cyklu, głównie z powodu słabszej formy zespołu. Tylko dwukrotnie zajął punktowaną pozycję (w tym trzecie miejsce podczas wyścigu w Turcji). Po rundzie na Węgrzech dostał szansę startów w czołowej hiszpańskiej stajni Barwa Addax, gdzie zastąpił odchodzącego do F1 Francuza, Romaina Grosjeana. Problemy z aklimatyzacją odcisnęły jednak wyraźnie piętno na wynikach. W ciągu ośmiu wyścigów Włoch tylko raz ukończył wyścig na premiowanej punktami pozycji (siódme miejsce podczas pierwszego wyścigu na debiutującym torze Portimao). Ostatecznie został sklasyfikowany na 17. lokacie w klasyfikacji generalnej.
W trzecim podejściu w zimowej edycji GP2, Włoch będąc związanym z brytyjską stajnią iSport International, potwierdził znakomitą formę na azjatyckich torach, pewnie sięgając po tytuł mistrzowski. W ciągu ośmiu wyścigów Valsecchi aż sześciokrotnie stanął na podium, z czego trzy razy na najwyższym stopniu. Znakomita postawa pozwoliła mu na kontynuowanie współpracy z zespołem, również w głównym cyklu. Sezon ten okazał się również lepszy od pozostałych, z tym, że Valsecchi był daleki od walki o najwyższe cele. Kolejną goryczą porażki było również przegranie wewnętrznej rywalizacji z mniej doświadczonym zespołowym partnerem, Brytyjczykiem Oliverem Turveyem, z którym Włoch zdecydowanie wygrał w azjatyckiej GP2. W ciągu sezonu ośmiokrotnie sięgnął po punkty, z czego trzy razy stanął na podium (w tym jedno zwycięstwo, w kończącym zmagania drugim wyścigu w Abu Zabi). Poza tym Davide raz zdobył pole position, na nieszczęśliwym dla siebie przed dwoma laty, tureckim obiekcie Istanbul Park. Dorobek punktowy pozwolił Valsecchiemu zająć na koniec sezonu 8. lokatę.
W sezonie 2011 Włoch podpisał kontrakt z malezyjską stajnią Team AirAsia. W azjatyckim serialu Valsecchi trzykrotnie dojechał do mety na punktowanym miejscu (po kontroli bolidu, został jednak zdyskwalifikowany ze sobotniego wyścigu na włoskiej Imoli). Za trzecią i czwartą pozycję na Yas Marinie, Davide uzyskał taką liczbę punktów, która zapewniła mu 7. miejsce w końcowej klasyfikacji. W głównym cyklu, po nieudanym starcie w Turcji, Valsecchi zaprezentował się z bardzo dobrej strony w trzech kolejnych eliminacjach, na torach w Hiszpanii i Monako. We wszystkich sześciu wyścigach dojechał w czołowej piątce, stając przy tym dwukrotnie na podium. W sobotniej rywalizacji w Monte Carlo, Davide po raz pierwszy w karierze zwyciężył w głównym wyścigu (po starcie z drugiego miejsca, wykręcił również najlepszy czas okrążenia). W pozostałej części sezonu postawa Włocha odbiegała jednak od oczekiwanej i ostatecznie sezon zakończył ponownie na 8. pozycji.
Po wielu perturbacji odnośnie do dalszych startów, Włoch ostatecznie podjął decyzję o kontynuowaniu przygody w serii. Valsecchi zasilił skład francuskiej ekipy DAMS, w której mistrzostwo zdobył Romain Grosjean. Ogromne doświadczenie w połączeniu z dobrą współpracą z zespołem wreszcie zostało przekute na dobre wyniki w całym sezonie. Po połączeniu europejskiego i azjatyckiego cyklu, pierwsze trzy rundy odbywały się na wschodzie. Włoch popisał się znakomitą formą, tylko raz nie punktując, kiedy to został wyeliminowany przez Szweda Marcusa Ericssona. Valsecchi, który we wszystkich wyścigach dojeżdżał na podium, jako pierwszy w historii tej serii kierowca triumfował trzykrotnie z rzędu, za każdym razem na torze Sakhir, na której odbywały się łącznie cztery wyścigi. Mając ogromną przewagę w klasyfikacji generalnej, do Hiszpanii jechał z ogromną przewagą punktową nad Luizem Razią. W europejskiej części sezonu prezentował równą, aczkolwiek nie powalającą formę, będąc pięciokrotnie na podium. Nieudana eliminacja na torze w Walencji sprawiła, iż jego największy rywal Razia objął prowadzenie w mistrzostwach. Ostatecznie to jednak Davide zachował zimną krew i po zwycięstwie na torze Monza, uzyskał 25 punktów przewagi nad Brazylijczykiem, który z kolei wyjechał z Włoch z zerowym dorobkiem punktowym. Ostatecznie Valsecchi tytuł przypieczętował czwartym miejscem w pierwszy starcie, na torze w Singapurze.

### Formuła 1
17 listopada 2010 roku, na torze Yas Marina w Abu Zabi, Valsecchi brał udział w testach „dla młodych kierowców”, w hiszpańskim zespole HRT. W sezonie 2011 Davide został kierowcą testowym i rezerwowym malezyjskiej ekipy Team Lotus. Włoch wziął udział w piątkowym treningu przed GP Malezji, w zastępstwie Fina Heikki Kovalainena.

## Statystyki
| Sezon   | Seria                         | Zespół                | Wyścigi          | PP               | Zwycięstwa       | Punkty           | Poz. koń.        |
| ------- | ----------------------------- | --------------------- | ---------------- | ---------------- | ---------------- | ---------------- | ---------------- |
| 2003    | Włoska Formuła Renault        | RP Motorsport         | 12               | 0                | 0                | 24               | 15               |
| 2003    | Europejska Formuła Renault    | RP Motorsport         | 1                | 0                | 0                | 0                | NS               |
| 2003    | Włoska Formuła 3              | RP Motorsport         | 1                | 0                | 0                | 0                | NS               |
| 2004    | Włoska Formuła Renault        | Cram Competition      | 15               | 0                | 0                | 31               | 14               |
| 2004    | Europejska Formuła Renault    | Cram Competition      | 11               | 0                | 0                | 2                | 31               |
| 2004    | Włoska Formuła 3              | Corbetta              | 2                | 0                | 0                | 0                | NS               |
| 2005    | Włoska Formuła Renault        | RP Motorsport         | 17               | 1                | 0                | 104              | 7                |
| 2005    | Europejska Formuła Renault    | RP Motorsport         | 2                | 0                | 0                | 0                | NS               |
| 2005    | Włoska Formuła 3              | Corbetta              | 3                | 0                | 0                | 35               | 7                |
| 2005    | Niemiecka Formuła 3           | Corbetta              | 2                | 0                | 0                | 0                | NS               |
| 2005    | Międzynarodowa Formuła Master | ADM Motorsport        | 1                | 0                | 0                | 3                | 14               |
| 2006    | Formuła Renault 3.5           | Epsilon Euskadi       | 15               | 1                | 0                | 43               | 10               |
| 2006    | Le Mans Series                | Barazi-Epsilon (LMP2) | 3                | 0                | 0                | 6                | 15               |
| 2007    | Formuła Renault 3.5           | Epsilon Euskadi       | 17               | 0                | 1                | 37               | 16               |
| 2008    | Seria GP2                     | Durango               | 14               | 0                | 1                | 11               | 15               |
| 2008    | Azjatycka Seria GP2           | Durango               | 10               | 0                | 0                | 17               | 8                |
| 2008–09 | Azjatycka Seria GP2           | Durango               | 11               | 0                | 1                | 34               | 4                |
| 2009    | Seria GP2                     | Durango               | 20               | 0                | 0                | 12               | 17               |
| 2009    | Seria GP2                     | Barwa Addax           | 20               | 0                | 0                | 12               | 17               |
| 2009–10 | Azjatycka Seria GP2           | iSport International  | 8                | 1                | 3                | 56               | 1                |
| 2010    | Seria GP2                     | iSport International  | 20               | 1                | 1                | 31               | 8                |
| 2010    | Auto GP World Series          | RP Motorsport         | 2                | 0                | 0                | 0                | 23               |
| 2011    | Seria GP2                     | Team AirAsia          | 18               | 0                | 1                | 30               | 8                |
| 2011    | Azjatycka Seria GP2           | Team AirAsia          | 4                | 0                | 0                | 9                | 7                |
| 2011    | Formuła 1                     | Team Lotus            | Kierowca testowy | Kierowca testowy | Kierowca testowy | Kierowca testowy | Kierowca testowy |
| 2012    | Seria GP2                     | DAMS                  | 24               | 2                | 4                | 247              | 1                |
| 2013    | Formuła 1                     | Lotus F1 Team         | Kierowca testowy | Kierowca testowy | Kierowca testowy | Kierowca testowy | Kierowca testowy |

## Wyniki w GP2
| Legenda oznaczeń w tabelach wyników Wyświetl szablon na nowej stronie | Legenda oznaczeń w tabelach wyników Wyświetl szablon na nowej stronie                                                                     |
| Oznaczenie                                                            | Wyjaśnienie |
| --------------------------------------------------------------------- | --- |
| Złoty                                                                 | Zwycięzca lub mistrzostwo |
| Srebrny                                                               | 2. miejsce lub wicemistrzostwo |
| Brązowy                                                               | 3. miejsce lub II wicemistrzostwo |
| Zielony                                                               | Ukończył, punktował (w klasyfikacji generalnej, gdy zdobył co najmniej jeden punkt na przestrzeni sezonu, poza trzema powyższymi opcjami) |
| Niebieski                                                             | Ukończył, nie punktował (w klasyfikacji generalnej, gdy nie zdobył co najmniej jednego punktu na przestrzeni sezonu)                      |
| Czerwony                                                              | Nie zakwalifikował się (NZ) |
| Czerwony                                                              | Nie prekwalifikował się (NPK) |
| Różowy                                                                | Nie ukończył (NU) |
| Różowy                                                                | Niesklasyfikowany (NS) (w klasyfikacji generalnej, gdy nie został sklasyfikowany w żadnym wyścigu sezonu)                                 |
| Czarny                                                                | Zdyskwalifikowany (DK) |
| Czarny                                                                | Wykluczony (WYK/EX) |
| Biały                                                                 | Nie wystartował (NW) |
| Biały                                                                 | Kontuzjowany (K/INJ) |
| Biały                                                                 | Wyścig odwołany (OD/C) |
| Bez koloru                                                            | Został wycofany (WYC/WD) |
| Bez koloru                                                            | Nie przybył (NP/DNA) |
| Bez koloru                                                            | Nie brał udziału w treningach (NT/DNP) |
| Bez koloru                                                            | Nie został zgłoszony (–) |
| Pogrubienie                                                           | Start z pole position |
| Kursywa                                                               | Najszybsze okrążenie wyścigu |
| †                                                                     | Nie ukończył, ale jego rezultat został zaliczony ze względu na przejechanie więcej niż 90% dystansu wyścigu.                              |
| *                                                                     | Sezon w trakcie |
| 1/2/3                                                                 | Punktowana pozycja w sprincie kwalifikacyjnym                                                                                             |
| Lista systemów punktacji Formuły 1                                    | |

| Rok  | Zespół               | Wyniki w poszczególnych eliminacjach | Wyniki w poszczególnych eliminacjach | Wyniki w poszczególnych eliminacjach | Wyniki w poszczególnych eliminacjach | Wyniki w poszczególnych eliminacjach | Wyniki w poszczególnych eliminacjach | Wyniki w poszczególnych eliminacjach | Wyniki w poszczególnych eliminacjach | Wyniki w poszczególnych eliminacjach | Wyniki w poszczególnych eliminacjach | Wyniki w poszczególnych eliminacjach | Wyniki w poszczególnych eliminacjach | Wyniki w poszczególnych eliminacjach | Wyniki w poszczególnych eliminacjach | Wyniki w poszczególnych eliminacjach | Wyniki w poszczególnych eliminacjach | Wyniki w poszczególnych eliminacjach | Wyniki w poszczególnych eliminacjach | Wyniki w poszczególnych eliminacjach | Wyniki w poszczególnych eliminacjach | Wyniki w poszczególnych eliminacjach | Wyniki w poszczególnych eliminacjach | Wyniki w poszczególnych eliminacjach | Wyniki w poszczególnych eliminacjach | Punkty | Pozycja |
| ---- | -------------------- | ------------------------------------ | ------------------------------------ | ------------------------------------ | ------------------------------------ | ------------------------------------ | ------------------------------------ | ------------------------------------ | ------------------------------------ | ------------------------------------ | ------------------------------------ | ------------------------------------ | ------------------------------------ | ------------------------------------ | ------------------------------------ | ------------------------------------ | ------------------------------------ | ------------------------------------ | ------------------------------------ | ------------------------------------ | ------------------------------------ | ------------------------------------ | ------------------------------------ | ------------------------------------ | ------------------------------------ | ------ | ------- |
| 2008 | Durango              | ESP                                  | ESP                                  | TUR                                  | TUR                                  | MON                                  | MON                                  | FRA                                  | FRA                                  | GBR                                  | GBR                                  | DEU                                  | DEU                                  | HUN                                  | HUN                                  | VAL                                  | VAL                                  | BEL                                  | BEL                                  | ITA                                  | ITA                                  |                                      |                                      |                                      |                                      | 12     | 15      |
| 2008 | Durango              | 10                                   | 5                                    | NW                                   | INJ                                  | INJ                                  | INJ                                  | INJ                                  | INJ                                  | 19                                   | 6                                    | NU                                   | 14                                   | NU                                   | 13                                   | NU                                   | 7                                    | NU                                   | 6                                    | 8                                    | 1                                    |                                      |                                      |                                      |                                      | 12     | 15      |
| 2009 |                      | ESP                                  | ESP                                  | MON                                  | MON                                  | TUR                                  | TUR                                  | GBR                                  | GBR                                  | DEU                                  | DEU                                  | HUN                                  | HUN                                  | VAL                                  | VAL                                  | BEL                                  | BEL                                  | ITA                                  | ITA                                  | POR                                  | POR                                  |                                      |                                      |                                      |                                      | 12     | 17      |
| 2009 | Durango              | NU                                   | 16                                   | 15†                                  | 18                                   | 3                                    | NU                                   | 10                                   | 14                                   | 13                                   | 10                                   | 5                                    | 9                                    | –                                    | –                                    | –                                    | –                                    | –                                    | –                                    | –                                    | –                                    |                                      |                                      |                                      |                                      | 12     | 17      |
| 2009 | Barwa Addax          | –                                    | –                                    | –                                    | –                                    | –                                    | –                                    | –                                    | –                                    | –                                    | –                                    | –                                    | –                                    | 10                                   | NU                                   | NU                                   | 8                                    | 14                                   | 9                                    | 7                                    | 14                                   |                                      |                                      |                                      |                                      | 12     | 17      |
| 2010 | iSport International | ESP                                  | ESP                                  | MON                                  | MON                                  | TUR                                  | TUR                                  | VAL                                  | VAL                                  | GBR                                  | GBR                                  | DEU                                  | DEU                                  | HUN                                  | HUN                                  | BEL                                  | BEL                                  | ITA                                  | ITA                                  | ARE                                  | ARE                                  |                                      |                                      |                                      |                                      | 31     | 8       |
| 2010 | iSport International | 10                                   | 11                                   | NU                                   | 16                                   | 2                                    | 4                                    | 10                                   | 6                                    | 7                                    | 6                                    | 17                                   | 18                                   | 9                                    | 3                                    | 18                                   | 8                                    | 9                                    | 16                                   | 5                                    | 1                                    |                                      |                                      |                                      |                                      | 31     | 8       |
| 2011 | Team Air Asia        | TUR                                  | TUR                                  | ESP                                  | ESP                                  | MON                                  | MON                                  | VAL                                  | VAL                                  | GBR                                  | GBR                                  | DEU                                  | DEU                                  | HUN                                  | HUN                                  | BEL                                  | BEL                                  | ITA                                  | ITA                                  |                                      |                                      |                                      |                                      |                                      |                                      | 30     | 8       |
| 2011 | Team Air Asia        | 16                                   | 16                                   | 4                                    | 4                                    | 1                                    | 5                                    | 3                                    | 4                                    | 15                                   | 17                                   | 14                                   | NU                                   | 16                                   | 14                                   | 10                                   | 10                                   | 20                                   | NU                                   |                                      |                                      |                                      |                                      |                                      |                                      | 30     | 8       |
| 2012 | DAMS                 | MAL                                  | MAL                                  | BHR                                  | BHR                                  | BHR                                  | BHR                                  | ESP                                  | ESP                                  | MON                                  | MON                                  | VAL                                  | VAL                                  | GBR                                  | GBR                                  | DEU                                  | DEU                                  | HUN                                  | HUN                                  | BEL                                  | BEL                                  | ITA                                  | ITA                                  | SIN                                  | SIN                                  | 247    | 1       |
| 2012 | DAMS                 | 2                                    | NU                                   | 1                                    | 1                                    | 1                                    | 3                                    | 4                                    | 3                                    | 4                                    | NU                                   | 18                                   | 10                                   | 7                                    | 2                                    | 13                                   | 7                                    | 2                                    | 4                                    | 3                                    | NU                                   | 6                                    | 1                                    | 4                                    | 5                                    | 247    | 1       |

## Wyniki w Azjatyckiej Serii GP2
| Legenda oznaczeń w tabelach wyników Wyświetl szablon na nowej stronie | Legenda oznaczeń w tabelach wyników Wyświetl szablon na nowej stronie                                                                     |
| Oznaczenie                                                            | Wyjaśnienie |
| --------------------------------------------------------------------- | --- |
| Złoty                                                                 | Zwycięzca lub mistrzostwo |
| Srebrny                                                               | 2. miejsce lub wicemistrzostwo |
| Brązowy                                                               | 3. miejsce lub II wicemistrzostwo |
| Zielony                                                               | Ukończył, punktował (w klasyfikacji generalnej, gdy zdobył co najmniej jeden punkt na przestrzeni sezonu, poza trzema powyższymi opcjami) |
| Niebieski                                                             | Ukończył, nie punktował (w klasyfikacji generalnej, gdy nie zdobył co najmniej jednego punktu na przestrzeni sezonu)                      |
| Czerwony                                                              | Nie zakwalifikował się (NZ) |
| Czerwony                                                              | Nie prekwalifikował się (NPK) |
| Różowy                                                                | Nie ukończył (NU) |
| Różowy                                                                | Niesklasyfikowany (NS) (w klasyfikacji generalnej, gdy nie został sklasyfikowany w żadnym wyścigu sezonu)                                 |
| Czarny                                                                | Zdyskwalifikowany (DK) |
| Czarny                                                                | Wykluczony (WYK/EX) |
| Biały                                                                 | Nie wystartował (NW) |
| Biały                                                                 | Kontuzjowany (K/INJ) |
| Biały                                                                 | Wyścig odwołany (OD/C) |
| Bez koloru                                                            | Został wycofany (WYC/WD) |
| Bez koloru                                                            | Nie przybył (NP/DNA) |
| Bez koloru                                                            | Nie brał udziału w treningach (NT/DNP) |
| Bez koloru                                                            | Nie został zgłoszony (–) |
| Pogrubienie                                                           | Start z pole position |
| Kursywa                                                               | Najszybsze okrążenie wyścigu |
| †                                                                     | Nie ukończył, ale jego rezultat został zaliczony ze względu na przejechanie więcej niż 90% dystansu wyścigu.                              |
| *                                                                     | Sezon w trakcie |
| 1/2/3                                                                 | Punktowana pozycja w sprincie kwalifikacyjnym                                                                                             |
| Lista systemów punktacji Formuły 1                                    | |

| Rok       | Zespół               | Wyniki w poszczególnych eliminacjach | Wyniki w poszczególnych eliminacjach | Wyniki w poszczególnych eliminacjach | Wyniki w poszczególnych eliminacjach | Wyniki w poszczególnych eliminacjach | Wyniki w poszczególnych eliminacjach | Wyniki w poszczególnych eliminacjach | Wyniki w poszczególnych eliminacjach | Wyniki w poszczególnych eliminacjach | Wyniki w poszczególnych eliminacjach | Wyniki w poszczególnych eliminacjach | Punkty | Pozycja |
| --------- | -------------------- | ------------------------------------ | ------------------------------------ | ------------------------------------ | ------------------------------------ | ------------------------------------ | ------------------------------------ | ------------------------------------ | ------------------------------------ | ------------------------------------ | ------------------------------------ | ------------------------------------ | ------ | ------- |
| 2008      | Durango              | ARE                                  | ARE                                  | IDN                                  | IDN                                  | MAL                                  | MAL                                  | BHR                                  | BHR                                  | ARE                                  | ARE                                  |                                      | 17     | 8       |
| 2008      | Durango              | 17                                   | 6                                    | NU                                   | 19                                   | 4                                    | 4                                    | 6                                    | 6                                    | 14                                   | 4                                    |                                      | 17     | 8       |
| 2008/2009 | Durango              | CHN                                  | CHN                                  | ARE                                  | BHR                                  | BHR                                  | QAT                                  | QAT                                  | MAL                                  | MAL                                  | BHR                                  | BHR                                  | 34     | 4       |
| 2008/2009 | Durango              | 8                                    | 1                                    | 2                                    | 5                                    | 2                                    | 6                                    | 5                                    | 8                                    | 3                                    | 16                                   | NU                                   | 34     | 4       |
| 2009/2010 | iSport International | ARE                                  | ARE                                  | ARE                                  | ARE                                  | BHR                                  | BHR                                  | BHR                                  | BHR                                  |                                      |                                      |                                      | 56     | 1       |
| 2009/2010 | iSport International | 1                                    | 2                                    | 2                                    | 1                                    | 1                                    | 20                                   | 2                                    | 4                                    |                                      |                                      |                                      | 56     | 1       |
| 2011      | Team Air Asia        | ARE                                  | ARE                                  | ITA                                  | ITA                                  |                                      |                                      |                                      |                                      |                                      |                                      |                                      | 9      | 7       |
| 2011      | Team Air Asia        | 3                                    | 4                                    | DK                                   | 17                                   |                                      |                                      |                                      |                                      |                                      |                                      |                                      | 9      | 7       |

## Wyniki w Formule Renault 3.5
| Legenda oznaczeń w tabelach wyników Wyświetl szablon na nowej stronie | Legenda oznaczeń w tabelach wyników Wyświetl szablon na nowej stronie                                                                     |
| Oznaczenie                                                            | Wyjaśnienie |
| --------------------------------------------------------------------- | --- |
| Złoty                                                                 | Zwycięzca lub mistrzostwo |
| Srebrny                                                               | 2. miejsce lub wicemistrzostwo |
| Brązowy                                                               | 3. miejsce lub II wicemistrzostwo |
| Zielony                                                               | Ukończył, punktował (w klasyfikacji generalnej, gdy zdobył co najmniej jeden punkt na przestrzeni sezonu, poza trzema powyższymi opcjami) |
| Niebieski                                                             | Ukończył, nie punktował (w klasyfikacji generalnej, gdy nie zdobył co najmniej jednego punktu na przestrzeni sezonu)                      |
| Czerwony                                                              | Nie zakwalifikował się (NZ) |
| Czerwony                                                              | Nie prekwalifikował się (NPK) |
| Różowy                                                                | Nie ukończył (NU) |
| Różowy                                                                | Niesklasyfikowany (NS) (w klasyfikacji generalnej, gdy nie został sklasyfikowany w żadnym wyścigu sezonu)                                 |
| Czarny                                                                | Zdyskwalifikowany (DK) |
| Czarny                                                                | Wykluczony (WYK/EX) |
| Biały                                                                 | Nie wystartował (NW) |
| Biały                                                                 | Kontuzjowany (K/INJ) |
| Biały                                                                 | Wyścig odwołany (OD/C) |
| Bez koloru                                                            | Został wycofany (WYC/WD) |
| Bez koloru                                                            | Nie przybył (NP/DNA) |
| Bez koloru                                                            | Nie brał udziału w treningach (NT/DNP) |
| Bez koloru                                                            | Nie został zgłoszony (–) |
| Pogrubienie                                                           | Start z pole position |
| Kursywa                                                               | Najszybsze okrążenie wyścigu |
| †                                                                     | Nie ukończył, ale jego rezultat został zaliczony ze względu na przejechanie więcej niż 90% dystansu wyścigu.                              |
| *                                                                     | Sezon w trakcie |
| 1/2/3                                                                 | Punktowana pozycja w sprincie kwalifikacyjnym                                                                                             |
| Lista systemów punktacji Formuły 1                                    | |

| Rok  | Zespół          | Wyniki w poszczególnych eliminacjach | Wyniki w poszczególnych eliminacjach | Wyniki w poszczególnych eliminacjach | Wyniki w poszczególnych eliminacjach | Wyniki w poszczególnych eliminacjach | Wyniki w poszczególnych eliminacjach | Wyniki w poszczególnych eliminacjach | Wyniki w poszczególnych eliminacjach | Wyniki w poszczególnych eliminacjach | Wyniki w poszczególnych eliminacjach | Wyniki w poszczególnych eliminacjach | Wyniki w poszczególnych eliminacjach | Wyniki w poszczególnych eliminacjach | Wyniki w poszczególnych eliminacjach | Wyniki w poszczególnych eliminacjach | Wyniki w poszczególnych eliminacjach | Wyniki w poszczególnych eliminacjach | Punkty | Pozycja |
| ---- | --------------- | ------------------------------------ | ------------------------------------ | ------------------------------------ | ------------------------------------ | ------------------------------------ | ------------------------------------ | ------------------------------------ | ------------------------------------ | ------------------------------------ | ------------------------------------ | ------------------------------------ | ------------------------------------ | ------------------------------------ | ------------------------------------ | ------------------------------------ | ------------------------------------ | ------------------------------------ | ------ | ------- |
| 2006 | Epsilon Euskadi | ZOL                                  | ZOL                                  | MON                                  | TUR                                  | TUR                                  | ITA                                  | ITA                                  | SFR                                  | SFR                                  | DEU                                  | DEU                                  | GBR                                  | GBR                                  | FRA                                  | FRA                                  | ESP                                  | ESP                                  | 43     | 10      |
| 2006 | Epsilon Euskadi | NW                                   | 15                                   | NZ                                   | 5                                    | 3                                    | NU                                   | 3                                    | 8                                    | NU                                   | 8                                    | 12                                   | 16                                   | 7                                    | 17                                   | 5                                    | 15                                   | NU                                   | 43     | 10      |
| 2007 | Epsilon Euskadi | ITA                                  | ITA                                  | DEU                                  | DEU                                  | MON                                  | HUN                                  | HUN                                  | BEL                                  | BEL                                  | GBR                                  | GBR                                  | FRA                                  | FRA                                  | PRT                                  | PRT                                  | ESP                                  | ESP                                  | 37     | 16      |
| 2007 | Epsilon Euskadi | NU                                   | NU                                   | 8                                    | 1                                    | 8                                    | NU                                   | NU                                   | NU                                   | 10                                   | 13                                   | 21                                   | 2                                    | 8                                    | 13                                   | 11                                   | 11                                   | 9                                    | 37     | 16      |